# 手島透
手島 透（てしま とおる、1925年（大正14年）9月6日 - 2013年（平成25年）6月14日）は、日本の技術者、実業家、経営者、名誉博士、元スタンレー電気代表取締役社長。

## 来歴
1925年（大正14年）愛知県に生まれる。東京電機大学工学部第二部電気工学科卒業後、アイヒッツ研究所代表取締役社長、神奈川科学技術アカデミー研究顧問、公文教育研究会取締役、スタンレー電気技術研究所所長、スタンレー電気代表取締役社長を歴任。
液相式高輝度赤色LEDの開発・実用化やG.H型フルカラーLCD技術の開発・実用化の功績で知られる。

## 経歴
- 1949年　電機工業専門学校電気通信科（現・東京電機大学）を卒業、真空工業(株)入社
- 1950年　スタンレー電気入社（自動車の電球設計）
- 1954年　東京電機大学工学部第二部電気工学科卒業
- 1958年　スタンレー電気名古屋支店長
- 1962年　スタンレー電気秦野機器工場長
- 1967年　スタンレー電気技術研究所長
- 1982年　スタンレー電気取締役
- 1984年　スタンレー電気代表取締役社長
- 2002年　スタンレー電気退社
- 2004年　アイ・ヒッツ研究所を設立[3]
- 2011年　東京電機大学より名誉博士の称号が贈られる[4]。
- 2013年　死去

## 受賞
- 1985年　紫綬褒章

その他、大河内記念技術賞を2回受賞

## エピソード
- 西澤潤一の業績を称えて宮城県仙台市青葉区に立てられた「光通信発祥の地」の発祥碑と案内標識は、手島によって立てられたものである。なお、同じものが半導体研究振興会(仙台市青葉区荒巻)にも立てられている[6]。